# Tetramorium hispidum
Tetramorium hispidum är en myrart som först beskrevs av Wheeler 1915.  Tetramorium hispidum ingår i släktet Tetramorium och familjen myror. Inga underarter finns listade i Catalogue of Life.

## Bildgalleri

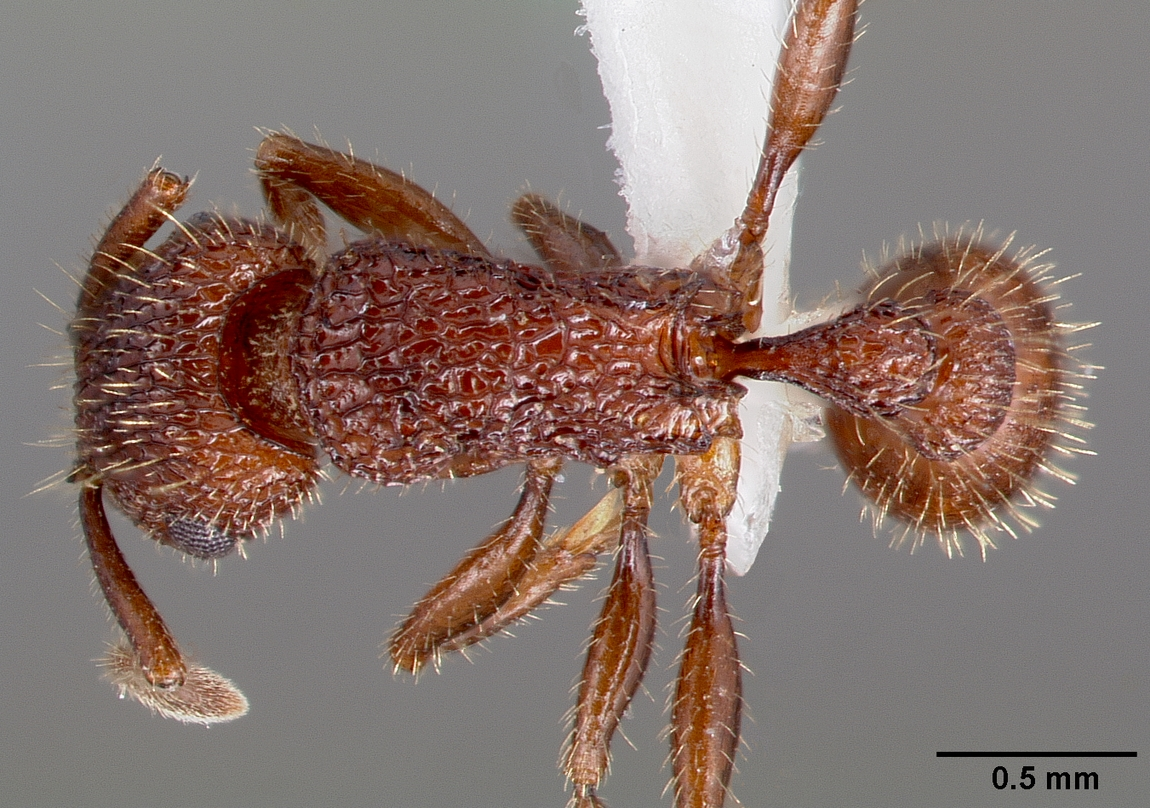
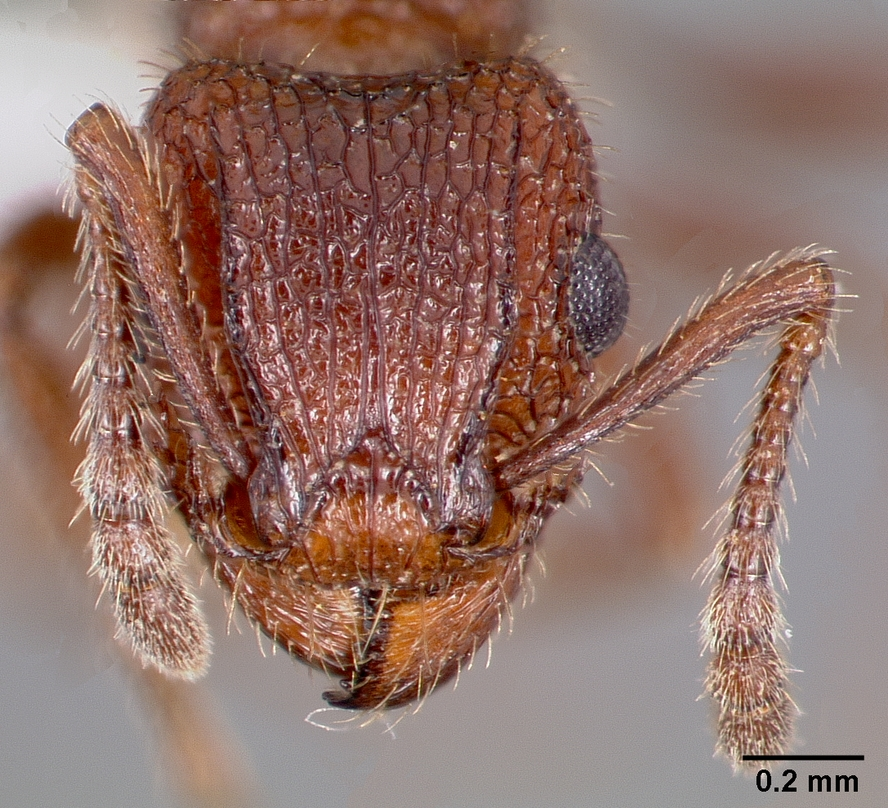
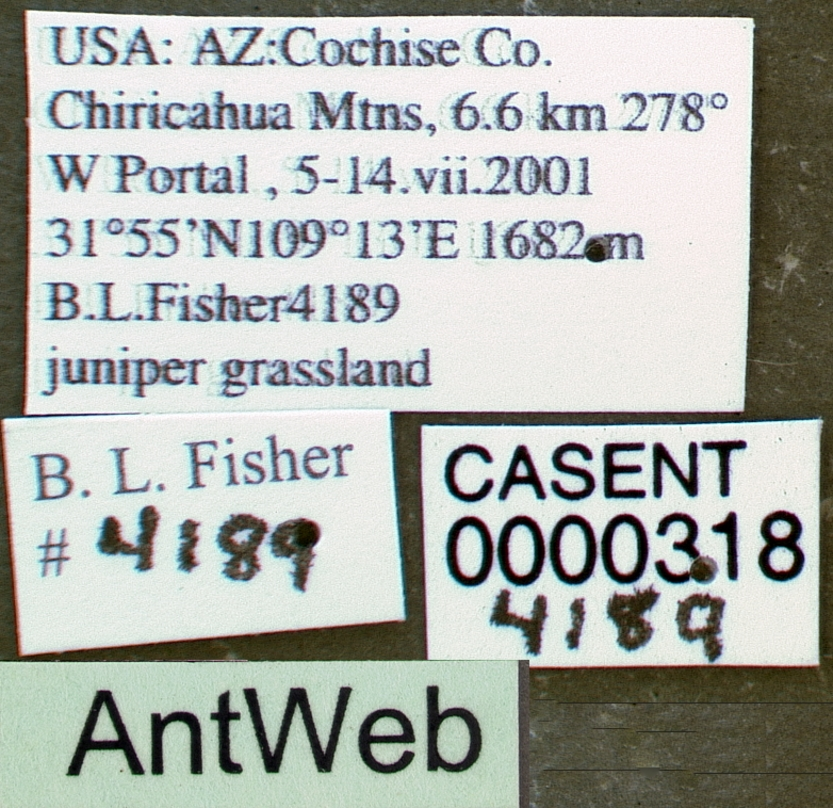
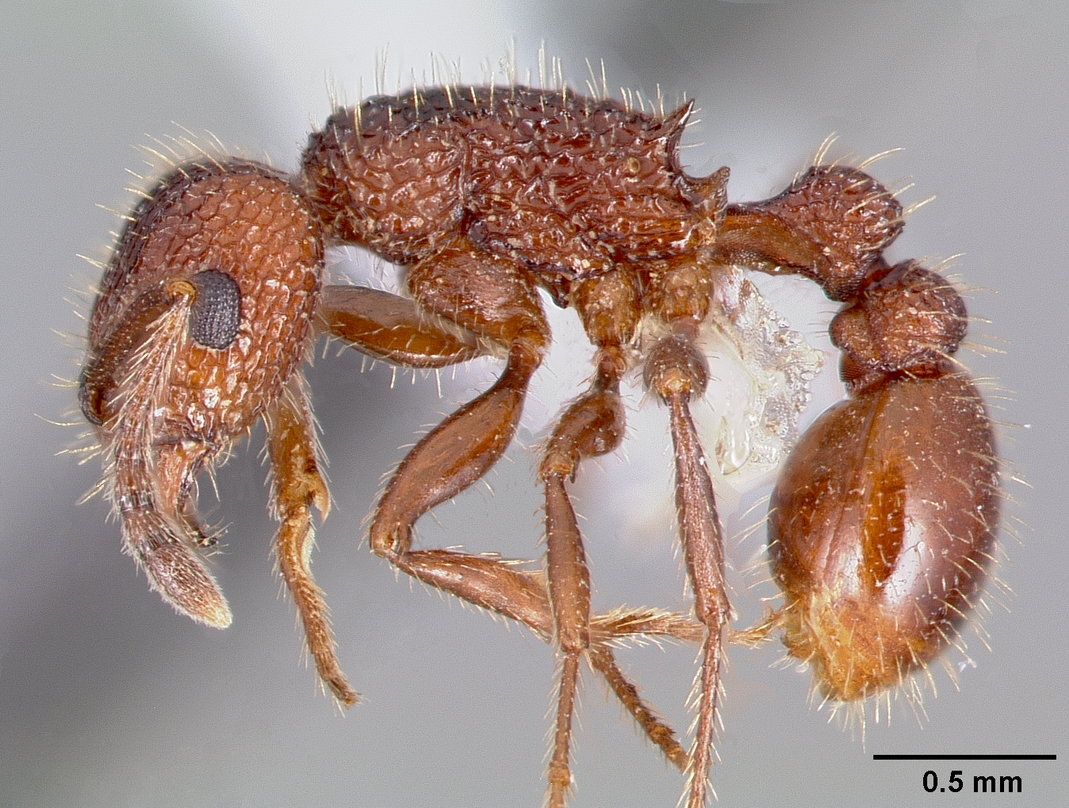
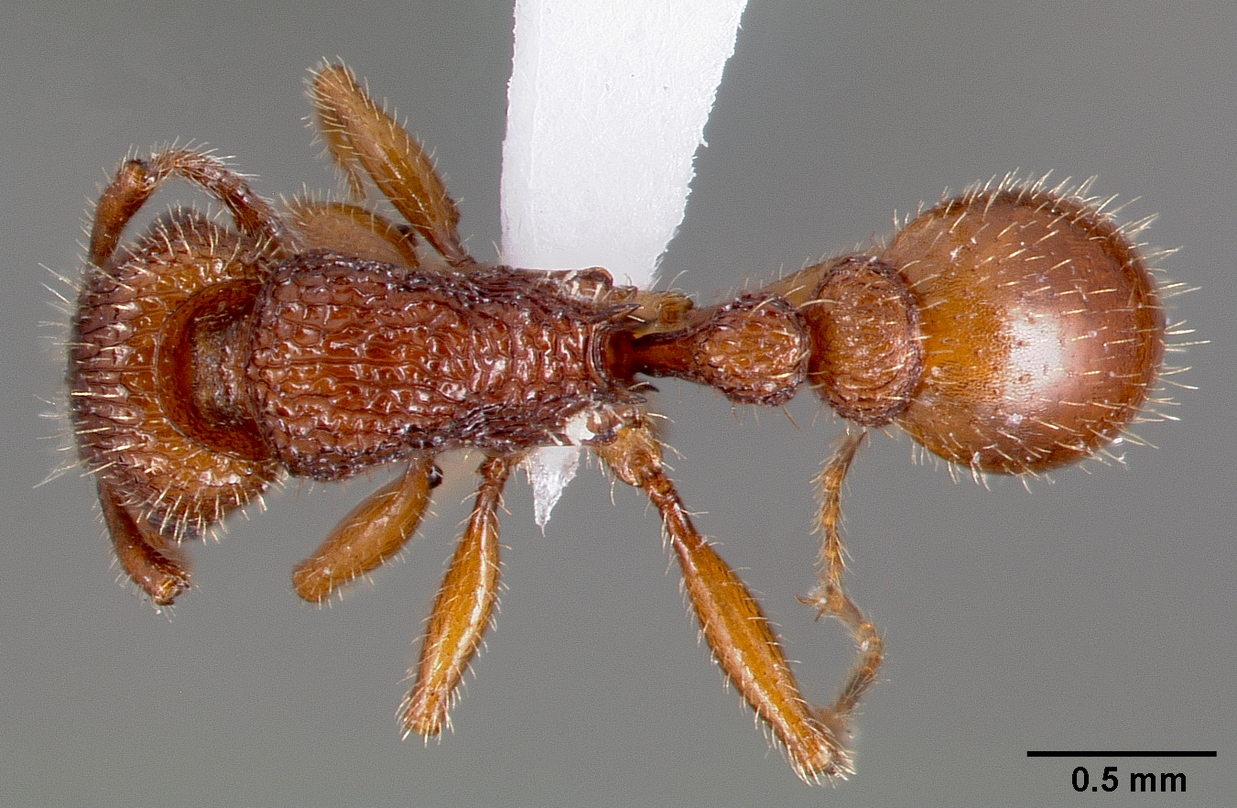
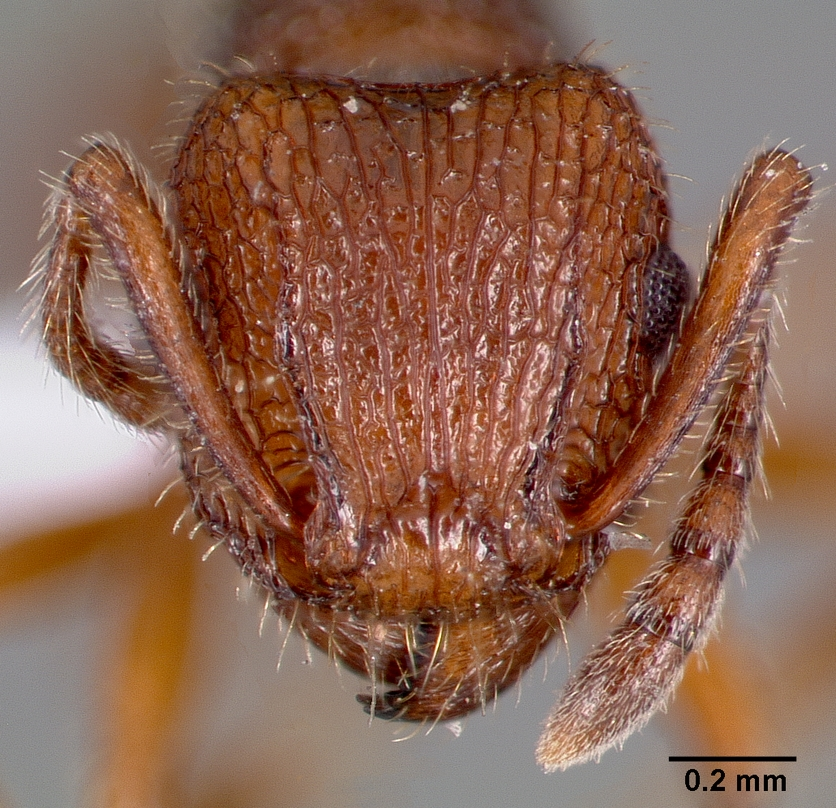